# Georg Ernst Justus Kayser
Georg Ernst Justus Kayser (* 8. Juli 1754 in Gladenbach; † 20. März 1823 ebenda) war ein hessischer Weißbindermeister und Kirchenmaler.

## Leben
Georg Ernst Justus Kayser wurde am 8. Juli 1754 als ältester Sohn des Johann Reinhart Kayser und der Magdalena Elisabeth Kramer in Gladenbach geboren. Er erlernte das Familienhandwerk bei seinem Vater. Seiner Ehe mit Katharina Philippina Elisabeth Wetter (⚭ 15. Januar 1779) entstammten drei Kinder: Magdalena (* 21. Oktober 1779; † unbekannt), Johann Ernst Justus (* 8. November 1783; † 11. Mai 1784) und Johann August (* 28. August 1786; † 22. Oktober 1824), der später zusammen mit seinem Vater im Familienberuf tätig war.
Biographische Nachrichten über den Gladenbacher Handwerksmeister G. E. J. Kayser sind nicht sehr zahlreich. Einige Daten zur Familiengeschichte der Kaysers, wie Geburt, Eheschließung und Tod, vereinzelt Eintragungen über Taufen, Konfirmationen, Paten- und Zeugenfunktionen, bei denen Mitglieder der Familie genannt werden und mitunter eine eigenhändige Unterschrift hinterlassen haben, finden sich in den Kirchenbüchern der Stadt Gladenbach. Weitere – allerdings spärliche – Hinweise finden sich in Dokumenten wie z. B. Quittungen in den Kirchenakten einiger Dörfer, in denen ein Weißbinder Kayser gearbeitet hat. Die dritte und wichtigste Quelle für Lebenszeugnisse des Malers liefern jene – mit seinem Namen versehenen – neun Schrifttafeln in den Dorfkirchen, deren Ausmalung er im Laufe seines Lebens übernommen hat. Diese neun Epigramme in Dorfkirchen tragen in hervorgehobener Position im Kirchenraum seinen Namen (und in vier Fällen auch den seines Sohnes Johann August).
Als Bildträger dienten G. E. J. Kayser hauptsächlich die Emporen, aber auch Wände, Decken und Fensterlaibungen sind belegt. Er verfügte er über ein reichhaltiges Repertoire bei der Ausgestaltung, es finden sich figürliche, ornamentale und kalligraphische Ausmalungen, häufig werden alle drei Arten in einem Raum verwendet.
Bisher sind lediglich neun Innenausmalungen durch G. E. J. Kayser bekannt, allerdings sind in den 50er und 60er Jahren des 20. Jhs. im hessischen Hinterland zahlreiche Renovierungen und Umbauten, teilweise auch Niederlegungen von Kirchen vorgenommen worden, sodass man davon ausgehen kann, dass das gesamte Werk wohl größer gewesen ist.
Bei der figürlichen Ausstattung in lutherischen Kirchen bediente er sich einer Art Standardprogramm, das sich kaum von Beispielen in anderen Regionen Deutschlands unterscheidet. In der Regel bestehen die Bilderzyklen aus Darstellungen der Christuszeugen aus dem Neuen Testament, also Apostel und Evangelisten, wobei er die traditionelle Reihenfolge stets einhält. Darüber hinaus findet sich immer eine Auswahl aus der Lebens- und Leidensgeschichte Jesu. Hinzu kommen einige Beispiele für Jesus als Weltenheiland und Einzeldarstellungen von Propheten und Königen aus dem Alten Testament.
Bei den Figuren selbst handelt es sich immer um stehende Ganzkörperdarstellungen, die Attribute, die Körperhaltung und der Ausdruck sind häufig identisch. Die Bilder sind ohne Ausnahme mit Bildtiteln versehen. Auffällig ist auch, dass Christus und seine Zeugen aus dem Neuen Testament immer mit einem Heiligenschein ausgestattet sind, also noch in der mittelalterlichen Gestaltungstradition stehen. Als ein weiteres Charakteristikum seiner Bilder kann die aufwendige Hintergrundgestaltung gelten: Architektur- oder Landschaftsdarstellungen verbunden mit einem dramatischen Wolkenhimmel.
In den figürlich ausgestalteten lutherischen Kirchen sind stets auch florale, ornamentale und kalligraphische Partien zu finden. Die Ausstattung in den reformierten Kirchen kommt zwar weitgehend ohne Personendarstellungen aus, trotzdem ist auch hier ein Ausstellungsmuster festzustellen. Neben Blumenschmuck waren Wandkalligraphien und Deckenmalereien häufig unverzichtbar. In der Regel handelte es sich bei dem Blumenschmuck um mehr oder minder üppige Blumensträuße, die oft mit einer Schleife zusammengebunden sind. Das Sortiment der Blumen orientiert sich zumeist an regional bekannten Pflanzen, die sehr naturnah und gut erkennbar abgebildet sind. Auch die Kalligrafien sind ohne Vorzeichnung angefertigt. In der Regel sind die Schriften von der deutschen Fraktur, teilweise auch von der Kanzleischrift abgeleitet. Die Orthographie ist zeittypisch, als Besonderheit fällt lediglich seine Vorliebe für die Abtrennung der Präfixe (mit oder ohne Verbindungselement) auf.

## Werk
| Jahr | Ort          | Kirche                               | Beschreibung | Bauinschrift | Bild |
| ---- | ------------ | ------------------------------------ | --- | --- | ---- |
| 1781 | Offdilln     | Reformierte Kirche (1776/1777)       | vorwiegend florale, ornamentale und kalligraphische Ausmalung | Bauinschrift an der Wand an zentralem Platz direkt über der Kanzel: „Auf anstalt der gemeinde all hier ist diese Kirche zu Gottes Ehren, im Jahre Christi 1777 neu erbaut, Baumeister Johann Henrich Hofman u. Johann Dangel Bedebenner, Dermaliger Heimberger Johannes Hofman, Collacteurs Johannes Moss u. Henrich Cuntz, Verfertiget durch den Mahler Georg Ernst Justus Kayser von Gros Gladenbach MDCCLXXXI (1781). Da Johann Henrich Hofman Heimberger, Dangil Ortmann vorsteher, Jacob Bedebenner, Johannes Krätzer, Johann Henrich Hofman junior als vorsteher.“ |      |
| 1783 | Dillbrecht   | Reformierte Kirche (1743)            | vorwiegend florale, ornamentale und kalligraphische Ausmalung, die allerdings teilweise in den 1950er Jahren nach alten Vorlagen neu gefasst wurde | Bauinschrift am unteren Rand der Nordostempore: „diese Kirche ist zu Gottes Ehre im Jahre Christi 1743 neu erbaut. Angestrichen und gamahlt 1783. Verfertigt den 10.ten december durch den Mahler Georg Ernst Justus Kayser von Groß Gladenbach aus dem Hessen Darmstadt.“ |      |
| 1787 | Hatzfeld     | St. Johannes (mittelalterlich)       | Blumengebinde als Brüstungsmalereien vor Chorgestühl und Apostel- und Evangelistenbilder, Adam und Eva, Taufe Christi und Luther als an Emporenbrüstungen | |      |
| 1788 | Erdbach      | Reformierte Kirche (mittelalterlich) | florale, ornamentale und kalligraphische Ausmalung | Bauinschrift am unteren Rand der Nordempore: „Zur Ehre Gottes ist diese Kirche erneuert und geziret von dem Mahler Georg Ernst Justus Kayser von Groß Gladenbach, verfertigt den 26.ten SEPTEMBER MDCCLXXXVIII“ (1788) |      |
| 1792 | Breidenstein | Lutherische Kirche (1592)            | überwiegend figürliche Ausmalung, zahlreiche Holztafeln, die bis auf drei Tafeln nach Aufgabe der Kirche ihren Platz im neuen Gemeindesaal fanden | Bauinschrift in einem Brüstungsfeld der Empore: „Zur Ehre Gottes und seiner öffentlichen Verehrung ist diese Kirche unter der Regierung Sr Durchlaucht Ludwig des X den, und als Johann Andreas Beisenherz, erster und He. Heinrich Wilhelm Christian Kroell, zweiter Pfarrer waren, von der gemeinde Breidenstein unter der auf-sicht des Ober-Borgermeister He. Joh. Daniel Achenbach, erweitert, von Grund aus repariret und fertig worden d. 25,ten Septem. MDCCXCII. (1792) Angestrichen und gemahlt von Georg Ernst Justus Kayser von Groß Gladenbach.“ |      |
| 1794 | Mandeln      | Reformierte Kirche (1755/1758)       | rein florale und ornamentale Ausmalung | Bauinschrift in einem der Brüstungsfelder der Empore: „Zur Ehre Gottes ist diese Kirche angestrichen und bemahlt von Georg Ernst Justus Kayser von Groß Gladenbach verfertigt den 4.ten October MDCCXCIV“ (1794) |      |
| 1808 | Salzböden    | Lutherische Kirche (mittelalterlich) | sehr reichhaltige, vorwiegend figürliche Ausmalung (zusammen mit seinem Sohn Johann August) | 1. Bauinschrift an exponierter Stelle an der Westwand des Chores: „Zur Ehre Gottes wurde unter dem zeitigen Herrn Pfarrer Georg Friedrich Andreas Schopper Diese Kirche ganz neu RENOVIERT und mit Bünen vergrössert, Im Jahre 1807, Baumeister war Herr Schulteis Georg Wagner auch selbst Werckmeister Der Zimmer und Schreiner arbeit, die mit wirkende Gemeinde vorsteher waren Herr Jost Schneider und Herr Gerichtschäf Johannes Wagner und Borgemeister Herr Johann Philip Rau. Der Meister der Maler und Weißbinderzunft war Georg Ernst Justus Kaiser und desen Sohn Johann August Kaiser von Gladenbach.“ 2. Holztafel über dem Manual der Orgel: „Eine .......schen Freundliche und müldtätige wohlhabende persohn nahmens Madam Schunkin aus Kassel steuerte zu dieser neuen Orgel hiesiger Gemeinde Eine ansehnliche geld summa von 200 Reisthler. Fertig den 31.ten august 1808. G.E.J. Kaiser. pinxit.“ |      |
| 1809 | Günterod     | Lutherische Kirche (mittelalterlich) | sehr bildreiche, vorwiegend figürliche Ausmalung (zus. mit seinem Sohn Johann August) | Bauinschrift in zwei Brüstungsfeldern: 1. „Zur Ehre Gottes ist diese Kirche auf anstalt der sämtlichen Gemeinde allhier im Jahr AO: 1804 von Grund auf repariret, da Hr. Adam Müller, Schultheiß Johann Georg Debus und Johann Jakob Müller Vorsteher und Johann Ludwig Zimmermann Bürgermeister waren.“ 2. „verfertigt im Jahr 1809 bey dem damaligen Herrn Pfarrer Daniel Gotlieb Ludwig Aulber, Schullehrer hier Wilhelm Simmel. Vorsteher waren Adam Thomas, u. Adam Aßmann, Bürgermeister Johann Ludwig Müller angestrichen und gemahlt von Georg Ernst Justus Kaiser und desen Sohn, Johann August Kaiser. von Gladenbach, geschehen d. 27. Nov.“ |      |
| 1812 | Runzhausen   | lutherische Kirche (1781)            | florale und kalligraphische Ausmalung (zus. mit seinem Sohn Johann August), wobei die Wandkalligraphien mit den Blumenornamenten, die in den 1920er Jahren einer Elektrifizierung zum Opfer fielen, 1983 nach einer Abschrift teilweise wieder ergänzt wurden | Bauinschrift (nur die rechte Hälfte erhalten) an der Wand: „...Kirche im Jahr 1781 neu erbauet= ...aus Renovieret bey den damaligen ...er Pfarrer Herr N. Kolb, Schulteis= ...Koch, Kirchenältster Johann Georg Wagner … vorsteher Joh. peter Koch Borgemeister ...und Weißbinder Georg Ernst Justus Kaiser, ...August Kaiser von Gladenbach.“ |      |
| 1813 | Altenkirchen | Lutherische Kirche (1812/1813)       | figürlich und florale Ausmalung (zus. mit seinem Sohn Johann August), weitgehend unveränderte Originalausstattung | Bauinschrift auf einer Holztafel: „Angestrichen und gemahlt von Georg Ernst Justus Kaiser und deßen Sohn Johann August Kaiser von Gladenbach. verfertigt den 2.ten october. ANNO 1813.“ |      |